# 巴尔比
巴尔比（德語：Barby，發音：[ˈbaʁbiː] ⓘ）是德国萨克森-安哈尔特州萨尔茨兰县的城市，面积152.76平方千米，2023年12月31日人口为8,023人。